# DreamBookLight IL1
DreamBookLight IL1 è un subnotebook di Pioneer presentato nel febbraio del 2008 esclusivamente per il mercato australiano con sistema operativo Ubuntu preinstallato al prezzo 499 dollari australiani (299 €).

## Caratteristiche tecniche
- Processore VIA C7-M a 1 GHz
- Disco rigido magnetico da 1,8 pollici da 40 GB.
- Schermo 7 pollici con risoluzione di 800 x 480 punti
- 512 MB di memoria ram DDR2
- WiFi
- scheda di rete Ethernet
- porta VGA, slot SD, porta usb, microfono